# Traun Steelsharks
I Traun Steelsharks sono una squadra di football americano di Traun, in Austria; fondati nel 1999 come Union Leonding Sharks, nel 2005 si sono fusi con gli ASKÖ Steelers Linz (in precedenza Linz Rhinos) divenendo ASKÖ Steelsharks Traun.

## Dettaglio stagioni

### Amichevoli
| Stagione | Vin | Par | Per | Tot | PF | PS | avversaria       |
| -------- | --- | --- | --- | --- | -- | -- | ---------------- |
| 1984     | 0   | 0   | 1   | 1   | 0  | 14 | Vienna Ramblocks |
| Totale   | 0   | 0   | 1   | 1   | 0  | 14 |                  |

### Tornei nazionali

#### Campionato

##### AFL
| Stagione | regular season | regular season | regular season | regular season | regular season | regular season | playoff | playoff | playoff | playoff | playoff | playoff    | playoff        |
|          | Vin            | Par            | Per            | Tot            | PF             | PS             | Vin     | Per     | Tot     | PF      | PS      | risultato  | avversaria     |
| -------- | -------------- | -------------- | -------------- | -------------- | -------------- | -------------- | ------- | ------- | ------- | ------- | ------- | ---------- | -------------- |
| 1985-86  | 1+?            | ?              | ?              | 8              | 22+?           | 6+?            | 0       | 1       | 1       | 13      | 16      | Semifinale | Vienna Vikings |
| 1987     | 5              | 0              | 5              | 10             | ?              | ?              | 0       | 1       | 1       | 7       | 33      | Semifinale | Graz Giants    |
| 1988     | ?              | ?              | ?              | 8              | ?              | ?              | -       | -       | -       | -       | -       | -          | -              |
| 1989     | ?              | ?              | ?              | 8              | ?              | ?              | -       | -       | -       | -       | -       | -          | -              |
| 1990     | ?              | ?              | ?              | 8              | ?              | ?              | -       | -       | -       | -       | -       | -          | -              |
| 2017     | 1              | 0              | 9              | 10             | 218            | 520            | -       | -       | -       | -       | -       | -          | -              |
| 2018     | 1              | 0              | 9              | 10             | 302            | 479            | -       | -       | -       | -       | -       | -          | -              |
| 2019     | 2              | 0              | 8              | 10             | 297            | 513            | -       | -       | -       | -       | -       | -          | -              |
| 2022     | 3              | 0              | 7              | 10             | 216            | 297            | -       | -       | -       | -       | -       | -          | -              |
| 2023     | 2              | 0              | 8              | 10             | 179            | 319            | -       | -       | -       | -       | -       | -          | -              |
| Totale   | 15+?           | 0+?            | 46+?           | 92             | 1234+?         | 2134+?         | 0       | 2       | 2       | 20      | 49      |            |                |

Fonti: Enciclopedia del Football - A cura di Massimo Mezzetti

##### American Football 2. Liga/Austrian Football Division 1/AFL - Division I
| Stagione | regular season | regular season | regular season | regular season | regular season | regular season | playoff | playoff | playoff | playoff | playoff | playoff     | playoff                |
|          | Vin            | Par            | Per            | Tot            | PF             | PS             | Vin     | Per     | Tot     | PF      | PS      | risultato   | avversaria             |
| -------- | -------------- | -------------- | -------------- | -------------- | -------------- | -------------- | ------- | ------- | ------- | ------- | ------- | ----------- | ---------------------- |
| 1984     | ?              | ?              | ?              | ?              | ?              | ?              | ?       | ?       | ?       | 22+?    | 28+?    | Finale      | Vienna Vikings         |
| 2008     | 4              | 0              | 4              | 8              | 242            | 199            | 0       | 1       | 1       | 7       | 54      | Semifinale  | Vienna Vikings 2       |
| 2009     | 0              | 0              | 8              | 8              | 96             | 291            | 0       | 2       | 2       | 12      | 77      | Retrocessi  | Lower Austria Titans   |
| 2010     | 4              | 0              | 2              | 6              | 169            | 126            | 1       | 1       | 2       | 42      | 27      | Silver Bowl | Lower Austria Titans   |
| 2011     | 2              | 0              | 4              | 6              | 117            | 96             | 0       | 1       | 1       | 13      | 18      | Semifinale  | AFC Rangers Mödling    |
| 2012     | 1              | 0              | 7              | 8              | 65             | 180            | -       | -       | -       | -       | -       | -           | -                      |
| 2015     | 3              | 0              | 5              | 8              | 217            | 194            | 0       | 1       | 1       | 14      | 43      | Semifinale  | Cineplexx Blue Devils  |
| 2016     | 8              | 0              | 0              | 8              | 331            | 139            | 2       | 0       | 2       | 51      | 42      | Campioni    | Vienna Knights         |
| 2021     | 5              | 0              | 1              | 6              | 260            | 77             | 0       | 1       | 1       | 6       | 32      | Semifinale  | Salzburg Football Team |
| 2024     | 0              | 0              | 8              | 8              | 73             | 295            | -       | -       | -       | -       | -       | -           | -                      |
| Totale   | 27+?           | 0+?            | 39+?           | 66+?           | 1570+?         | 1597+?         | 3+?     | 7+?     | 10+?    | 167+?   | 321+?   |             |                        |

Fonti: Enciclopedia del Football - A cura di Massimo Mezzetti

##### Austrian Football Division 2/AFL - Division II
| Stagione | regular season | regular season | regular season | regular season | regular season | regular season | playoff | playoff | playoff | playoff | playoff | playoff   | playoff               |
|          | Vin            | Par            | Per            | Tot            | PF             | PS             | Vin     | Per     | Tot     | PF      | PS      | risultato | avversaria            |
| -------- | -------------- | -------------- | -------------- | -------------- | -------------- | -------------- | ------- | ------- | ------- | ------- | ------- | --------- | --------------------- |
| 2013     | 7              | 0              | 1              | 8              | 210            | 175            | 1       | 1       | 2       | 61      | 20      | Iron Bowl | Sankt Pölten Invaders |
| 2014     | 8              | 0              | 0              | 8              | 288            | 83             | 1       | 1       | 2       | 52      | 27      | Iron Bowl | AFC Rangers Mödling   |
| Totale   | 15             | 0              | 1              | 16             | 498            | 258            | 2       | 2       | 4       | 113     | 47      |           |                       |

Fonti: Enciclopedia del Football - A cura di Massimo Mezzetti

##### AFL - Division IV
| Stagione | regular season | regular season | regular season | regular season | regular season | regular season | playoff | playoff | playoff | playoff | playoff | playoff      | playoff            |
|          | Vin            | Par            | Per            | Tot            | PF             | PS             | Vin     | Per     | Tot     | PF      | PS      | risultato    | avversaria         |
| -------- | -------------- | -------------- | -------------- | -------------- | -------------- | -------------- | ------- | ------- | ------- | ------- | ------- | ------------ | ------------------ |
| 2015     | 1              | 0              | 5              | 6              | 72             | 238            | -       | -       | -       | -       | -       | -            | -                  |
| 2016     | 5              | 0              | 1              | 6              | 184            | 70             | 0       | 1       | 1       | 12      | 41      | Semifinale   | Styrian Hurricanes |
| 2017     | 4              | 0              | 2              | 6              | 143            | 105            | 0       | 1       | 1       | 14      | 21      | Semifinale   | Znojmo Knights     |
| 2018     | 3              | 0              | 3              | 6              | 182            | 73             | -       | -       | -       | -       | -       | -            | -                  |
| 2019     | 6              | 0              | 0              | 6              | 247            | 127            | 1       | 1       | 2       | 38      | 26      | Mission Bowl | Styrian Reavers    |
| Totale   | 19             | 0              | 11             | 30             | 828            | 613            | 1       | 3       | 4       | 64      | 88      |              |                    |

Fonti: Enciclopedia del Football - A cura di Massimo Mezzetti

### Riepilogo fasi finali disputate
| Anno           | Luogo            | Evento                       | Fase del torneo         | Incontro                                   | Risultato |
| 1984           |                  | American Football 2. Liga    | Finale                  | Vienna Vikings - Linz Rhinos               | 28 - 22   |
| 14 giugno 1986 |                  | AFL                          | Semifinale              | Vienna Vikings - Linz Rhinos               | 16 - 13   |
| 1987           |                  | AFL                          | Semifinale              | Graz Giants - Linz Rhinos                  | 33 - 7    |
| 28 giugno 2008 |                  | Austrian Football Division 1 | Semifinale              | Vienna Vikings 2 - Traun Steelsharks       | 54 - 7    |
| 11 luglio 2009 |                  | Austrian Football Division 1 | Spareggio retrocessione | Traun Steelsharks - Lower Austria Titans   | 0 - 21    |
| 26 giugno 2010 | Maria Enzersdorf | Austrian Football Division 1 | Silver Bowl             | Lower Austria Titans - Traun Steelsharks   | 24 - 7    |
| 28 maggio 2011 |                  | Austrian Football Division 1 | Semifinale              | AFC Rangers Mödling - Traun Steelsharks    | 18 - 13   |
| 7 luglio 2013  |                  | Austrian Football Division 2 | Iron Bowl               | Sankt Pölten Invaders - Traun Steelsharks  | 13 - 12   |
| 27 luglio 2014 |                  | AFL - Division II            | Iron Bowl               | AFC Rangers Mödling - Traun Steelsharks    | 21 - 10   |
| 5 luglio 2015  |                  | AFL - Division I             | Semifinale              | Cineplexx Blue Devils - Traun Steelsharks  | 43 - 14   |
| 2 luglio 2016  |                  | AFL - Division IV            | Semifinale              | Styrian Hurricanes - Traun Steelsharks 2   | 41 - 12   |
| 23 luglio 2016 |                  | AFL - Division I             | Silver Bowl             | Traun Steelsharks - Vienna Knights         | 12 - 7    |
| 8 luglio 2017  |                  | AFL - Division IV            | Semifinale              | Znojmo Knights - Traun Steelsharks 2       | 21 - 14   |
| 28 luglio 2019 | Tillmitsch       | AFL - Division IV            | Mission Bowl            | Styrian Reavers - Traun Steelsharks 2      | 14 - 10   |
| 17 luglio 2021 | Salisburgo       | AFL - Division I             | Semifinale              | Salzburg Football Team - Traun Steelsharks | 32 - 6    |

## Palmarès
- 1 Silver Bowl (2016)